# Paralichenochrus villosipes
Paralichenochrus villosipes är en insektsart som först beskrevs av Griffini 1908.  Paralichenochrus villosipes ingår i släktet Paralichenochrus och familjen vårtbitare. Inga underarter finns listade i Catalogue of Life.